# Celosia argentea
La celosia argentina, chiamata anche cresta di gallo, (Celosia argentea L.) è una pianta ornamentale appartenente alla famiglia Amaranthaceae.